# Steve Byers
Pour les articles homonymes, voir Byers.
Steve Byers est un acteur canadien, né le 31 décembre 1976 à Scarborough en Ontario. Il est reconnu grâce à ses rôles dans les séries télévisées Falcon Beach et Slasher.

## Biographie

### Jeunesse et formations
Steve Byers est né le 31 décembre 1976 à Scarborough en Ontario. Jeune, il rentre à l'école secondaire Unionville, où il obtient le prix du meilleur programme d'excellence en art dramatique des arts en 1993. Il s'inscrit à l'université de Western Ontario pour suivre le programme cinématographique.

### Carrière
En fin des années 1990, Steve Byers obtient son premier rôle non crédité dans la série télévisée La Femme Nikita, ainsi que dans le long métrage La Guerre des fées (A Simple Wish) de Michael Ritchie (1997).
En 2006, il est Jason Tanner pour Falcon Beach. En janvier 2009, il interprète le rôle de Will McGregor dans la série dramatique éphémère Wild Roses sur CBC.
En 2010, il est Desaad, l'un des serviteurs de Darkseid, dans les trois épisodes de la série Smallville. En 2011, il endosse les costumes de Héraclès dans Les Immortels de Tarsem Singh. Même année, il est l'officier Steve Kowalski dans les dix épisodes de la série Against The Wall sur Lifetime. En 2012, il est John Bennett dans sept épisodes de la série Alphas. En 2013, il obtient le rôle principal dans le téléfilm La Star de Noël (Catch a Christmas Star) de John Bradshaw. En 2016, il interprète Cam Henry dans huit épisodes de la série Slasher.

### Vie privée
Steve Byers est marié à Jennifer Steede, avec qui il a deux enfants.

## Filmographie

### Longs métrages
- 2002 : Heart of America d'Uwe Boll : Jeff
- 2003 : House of the Dead d'Uwe Boll : Matt
- 2006 : One Way de Reto Salimbeni : Ricardo
- 2007 : Left for Dead de Christopher Harrison : Tommy
- 2011 : Les Immortels (Immortals) de Tarsem Singh : Heracles
- 2012 : Total Recall : Mémoires programmées (Total Recall) de Len Wiseman : Hauser
- 2014 : Rocky Road : Rick Johnson
- 2015 : Issue de secours (Gridlocked) d'Allan Ungar : Scott Calloway
- 2016 : The Apostle Peter: Redemption de Leif Bristow : Martinian
- 2017 : L'Expérience interdite : Flatliners (Flatliners) de Niels Arden Oplev : le frère de Marlo
- 2019 : Goalie d'Adriana Maggs : Gordon « Gordie » Howe
- 2021 : Hero Dog: The Journey Home de Richard Boddington : Royce Davis

### Courts métrages
- 2007 : Heir Apparent de J. Michael Dawson : Sonny
- 2010 : The Man Who Loved Flowers de Christopher Harrison : l'homme qui aimait les fleurs

### Téléfilms
- 2001 : La Robe de mariée (The Wedding Dress) de Sam Pillsbury : le capitaine Jeffries
- 2001 : Shotgun Love Dolls de T. J. Scott : Damien
- 2002 : Carrie de David Carson : Roy Evarts
- 2005 : Le Sang du frère (My Brother's Keeper) de Jordan Barker : Victor Stanton
- 2005 : Falcon Beach de Bill Corcoran : Jason Tanner
- 2007 : Le Secret de ma fille (My Daughter's Secret) de Douglas Jackson : Brent
- 2008 : Glitch de Randy Daudlin : Jason
- 2009 : Final Verdict de Richard Roy : Casey Gordon
- 2013 : La Star de Noël (Catch a Christmas Star) de John Bradshaw : Chris Marshall
- 2014 : Rocky Road de Brian K. Roberts : Rick Johnson
- 2017 : Les Secrets du lac (Deadly Secrets by the Lake) de Don McBrearty : Hayden Blake
- 2017 : La Plus Belle Étoile de Noël (The Christmas Cure) de John Bradshaw : Mitch
- 2019 : Un enfant kidnappé chez les Amish (Amish Abduction) d'Ali Liebert : Jacob
- 2020 : Le Secret de ma voisine (Glass Houses) de Sarah Pellerin : John Cooper
- 2020 : Too Close for Christmas de Ernie Barbarash : Tim Barnett
- 2020 : Un Noël de star (A Christmas Break) de Graeme Campbell : Dylan Davidson

### Séries télévisées
- 2000 : First Wave : l'assistant médical (saison 3, épisode 1 : Mabus)
- 2000 : 2gether, ze groupe (2gether: The Series) : A. B. Ceedee (2 épisodes)
- 2001 : Saucisses Party (The Sausage Factory) : Derek Thomas (saison 1, épisode 9 : Gilby's Millions)
- 2002 : L'Île de l'étrange (Glory Days) : Brad le clown (saison 1, épisode 9 : Clowning Glory)
- 2003 : John Doe : l'adolescent avec une anneau à un sourcil (saison 1, épisode 16 : Illegal Alien)
- 2003 : Missing : Disparus sans laisser de trace (1-800-Missing) : Ben Nugent (saison 1, épisode 2 : They Come as They Go)
- 2004 : Mutant X : Leo Pierce (saison 3, épisode 10 : Brother's Keeper)
- 2005 : Kevin Hill : Russell Minden (saison 1, épisode 13 : Man's Best Friend)
- 2006-2007 : Falcon Beach : Jason Tanner (26 épisodes)
- 2007 : Les Dossiers Dresden (The Dresden Files) : Jason Tanner (saison 1, épisode 0 : Pilot: Storm Front)
- 2007 : Les Dossiers Dresden (The Dresden Files) : Brady Whitfield (saison 1, épisode 7 : Walls)
- 2009 : Wild Roses : Will McGregor (13 épisodes)
- 2009 : Les Experts : Miami (CSI: Miami) : Tyler Marr (saison 7, épisode 21 : Chip/Tuck)
- 2010 : The Bridge : Anders (saison 1, épisode 3 : The Unguarded Moment)
- 2010-2011 : Smallville : Desaad (3 épisodes)
- 2011 : Against the Wall : Steve Kowalski (10 épisodes)
- 2011 : Call Me Fitz : Olaf Stoltzfus (saison 2, épisode 10 : How Do You Say 'Blow Job' in Pennsylvania Dutch?)
- 2012 : The L.A. Complex : Gray Sanders (5 épisodes)
- 2012 : Alphas : John Bennett (7 épisodes)
- 2014 : La Loterie (The Lottery) : Luke (saison 1, épisode 5 : Crystal City)
- 2015 : Remedy : Gord Mathers (2 épisodes)
- 2015-2016 : The Man in the High Castle : Lawrence Klemm (8 épisodes)
- 2016 : Slasher : Cam Henry (8 épisodes)
- 2017 : Ransom : Fraser (saison 1, épisode 4 : Joe)
- 2017 : Reign : Le Destin d'une reine : Archduke Ferdinand (5 épisodes)
- 2018 : Frankie Drake Mysteries : Hiram Bingham III (saison 2, épisode 1 : The Old Switcheroo)
- 2018 : Soupçon de magie (Good Witch) : Edward (saison 5, épisode 0 : Good Witch: Tale of Two Hearts)
- 2018 : Supergirl : Tom (2 épisodes)
- 2018-2019 : Shadowhunters: The Mortal Instruments : Underhill (6 épisodes)
- 2020 : Hudson et Rex (Hudson & Rex) : Asher Browning (saison 2, épisode 16 : Flare of the Dog)
- 2020 : Workin' Moms : Sean (4 épisodes)
- 2020 : Private Eyes : Hunter (saison 5, épisode 5 : All's Fair in Love and Amor)
- 2021 : Glow and Darkness : Richard Cœur de Lion (10 épisodes)